# Slagelse
Slagelse là một thành phố của Đan Mạch, ở vùng tây nam đảo Sjælland với 31.979 cư dân (năm 2011)  và là một trong những thành phố lâu đời nhất của Đan Mạch. Thành phố này trực thuộc kommune Slagelse (thị xã Slagelse). 

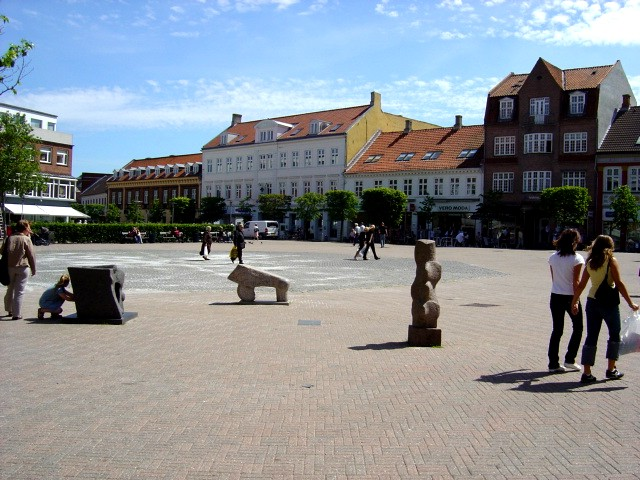
Nytorv

## Lịch sử

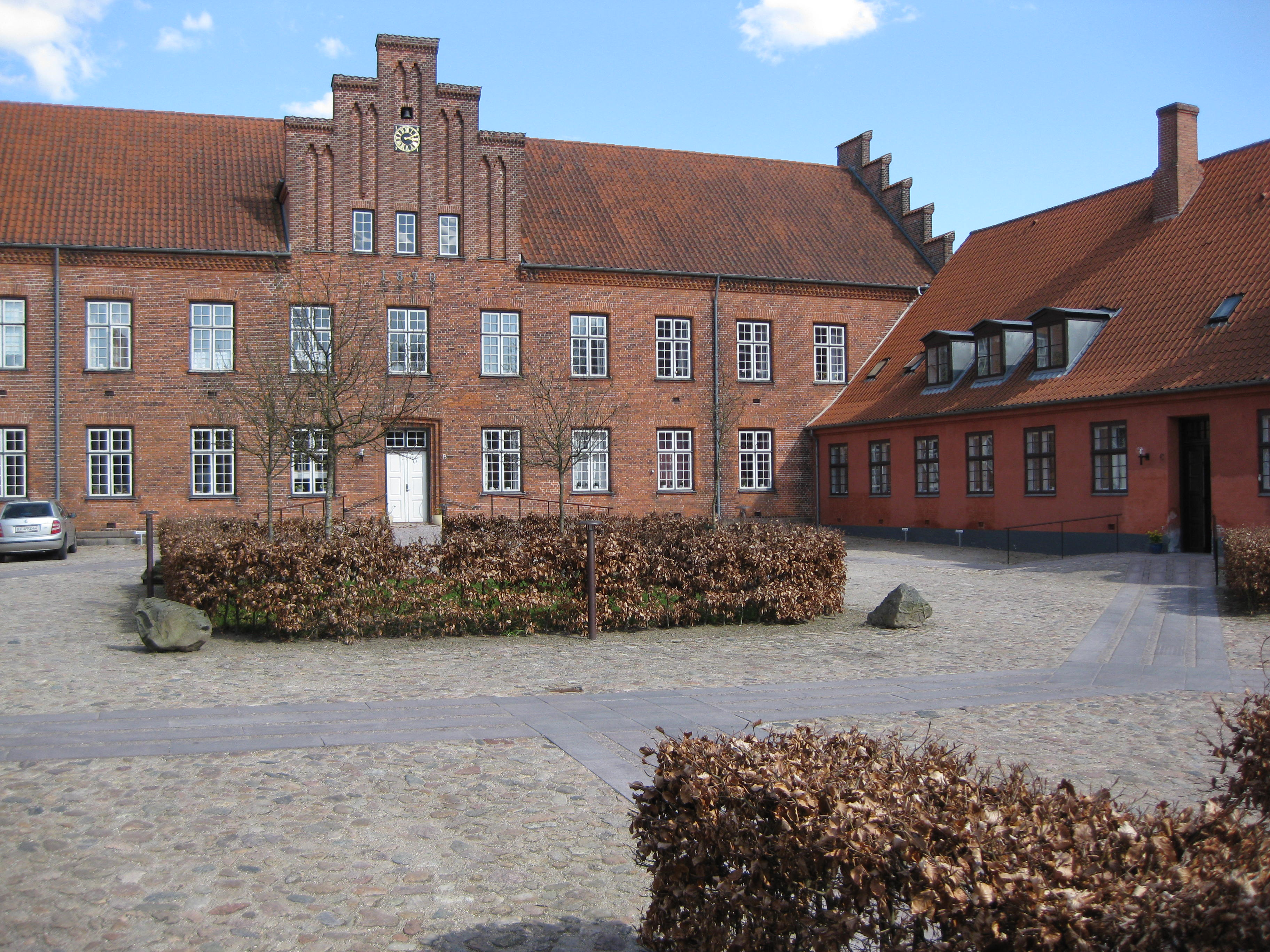
Sân trong của tu viện Slagelse

Thời cổ, Slagelse có một nơi thờ phượng các thần tà giáo. Khoảng năm 1.000 giám mục Svend Nordmand (? – 1088) của giáo phận Roskilde xây dựng một nhà thờ bằng đá. Tới khoảng giữa thế kỷ 12 các nam tu sĩ dòng Hiệp sĩ Cứu tế lập ra "tu viện Antvorskov". Dân chúng từ gần và xa kéo đến đây để được các tu sĩ chữa bệnh, do đó Slagelse trở thành một thương trấn buôn bán sầm uất. Trong số các tu sĩ, có một người tên Hellig Anders, có tài chữa bệnh nên có một suối nước được gọi theo tên ông, suối Hellig Anders.
Slagelse được vua Erik Menved cấp đặc quyền thương trấn ngày 13.12.1288, nhưng trước đó vua Knud đại đế đã lập một xưởng đúc tiền ở đây. Trong những thế kỷ sau, người ta đã xây dựng một helligåndshus và một bệnh viện cho người phong hủi cùng nhiều nhà thờ nữa. 
Trong thế kỷ 14, đã có ít nhất ¼ dân Slagelse bị chết vì dịch hạch trong đợt Cái chết Đen.
Trong thế kỷ 16, một nhà thần học của tu viện Antvorskov tên Hans Tausen đã sang Wittenberg, Đức học đại học. Khi trở về, ông đã cải sang đạo Tin Lành Luther và bắt đầu giảng giáo lý Luther ở nhà thờ của tu viện từ năm 1525. Dần dần, tu viện bị tàn tạ xuống cấp, rồi năm 1580 được xây dựng lại thành một lâu đài, mà dường như vua Frederik đệ nhị đã chết ở đây năm 1588 vì uống quá nhiều rượu.
Từ năm 1515 tới năm 1804 Slagelse bị nhiều trận hỏa hoạn lớn, phá hủy phần lớn khu thành cổ. Tuy nhiên có vài tòa nhà cổ tồn tại, trong đó có một nhà kho của nhà thờ cũ từ cuối thời trung cổ, được dùng làm latinskole; trường này đã có những học sinh sau này trở thành những thi sĩ, nhà văn nổi tiếng như B.S. Ingemann, Jens Baggesen và H.C. Andersen (riêng H.C. Andersen học ở trường này từ năm 1822-1826).
Năm 1856, có tuyến đường sắt Copenhagen-Roskilde-Korsør chạy qua thành phố với một nhà ga đặt ở phía bắc Slagelse. Năm 1881 thành phố xây dựng công viên Slagelse Lystanlæg. Năm 1892, nhà ga xe lửa được dời vào trong thành phố. Năm 1909 thành phố có một nhà máy phát điện, tới năm 1995 thì nhà máy này được cải tạo thành Slagelse Musikhus (Nhà âm nhạc Slagelse).

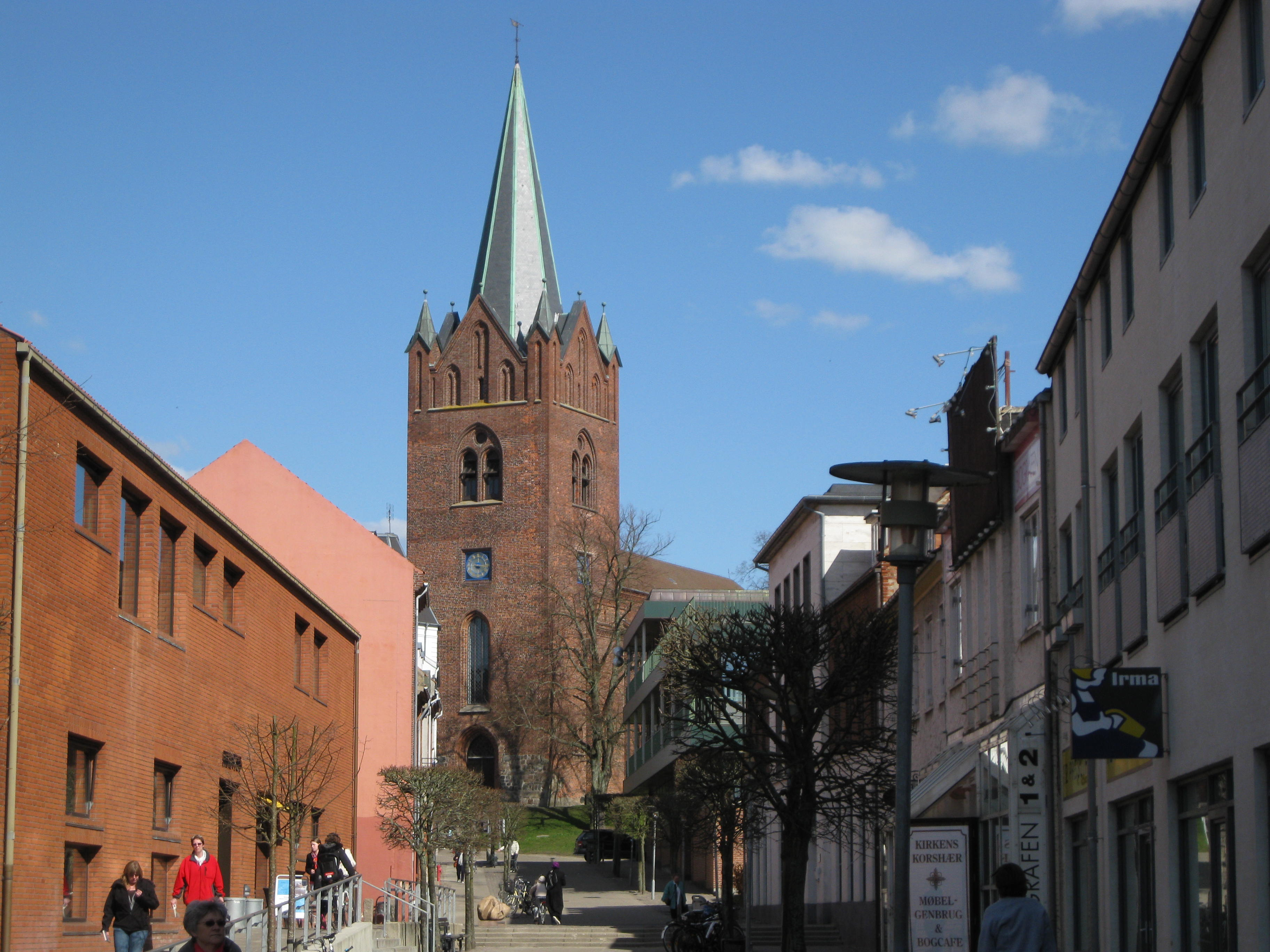
Nhà thờ thánh Michael nhìn từ đường Stenstuegade

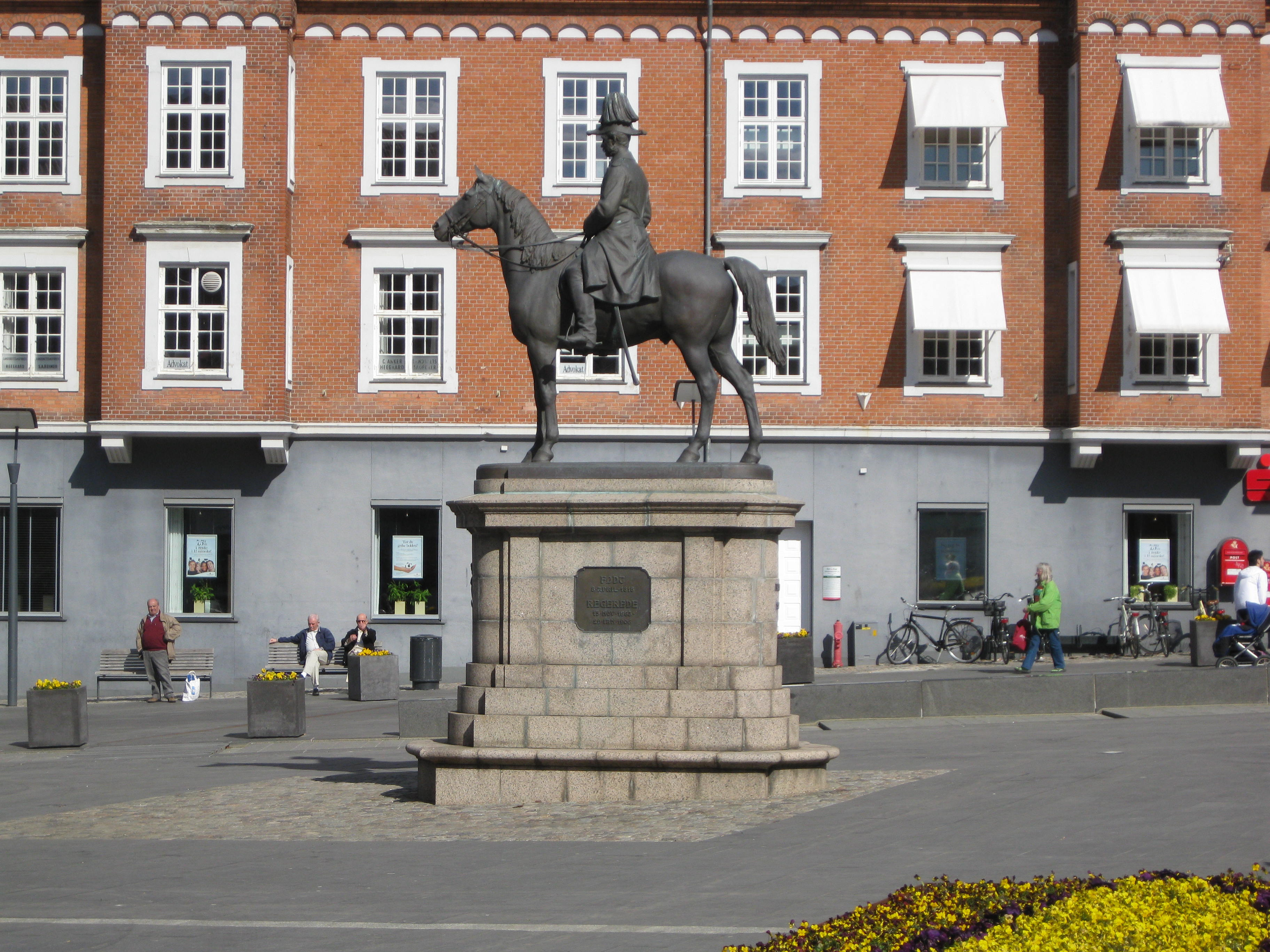
Tượng vua Christian 9 ở Quảng trường Thụy Sĩ

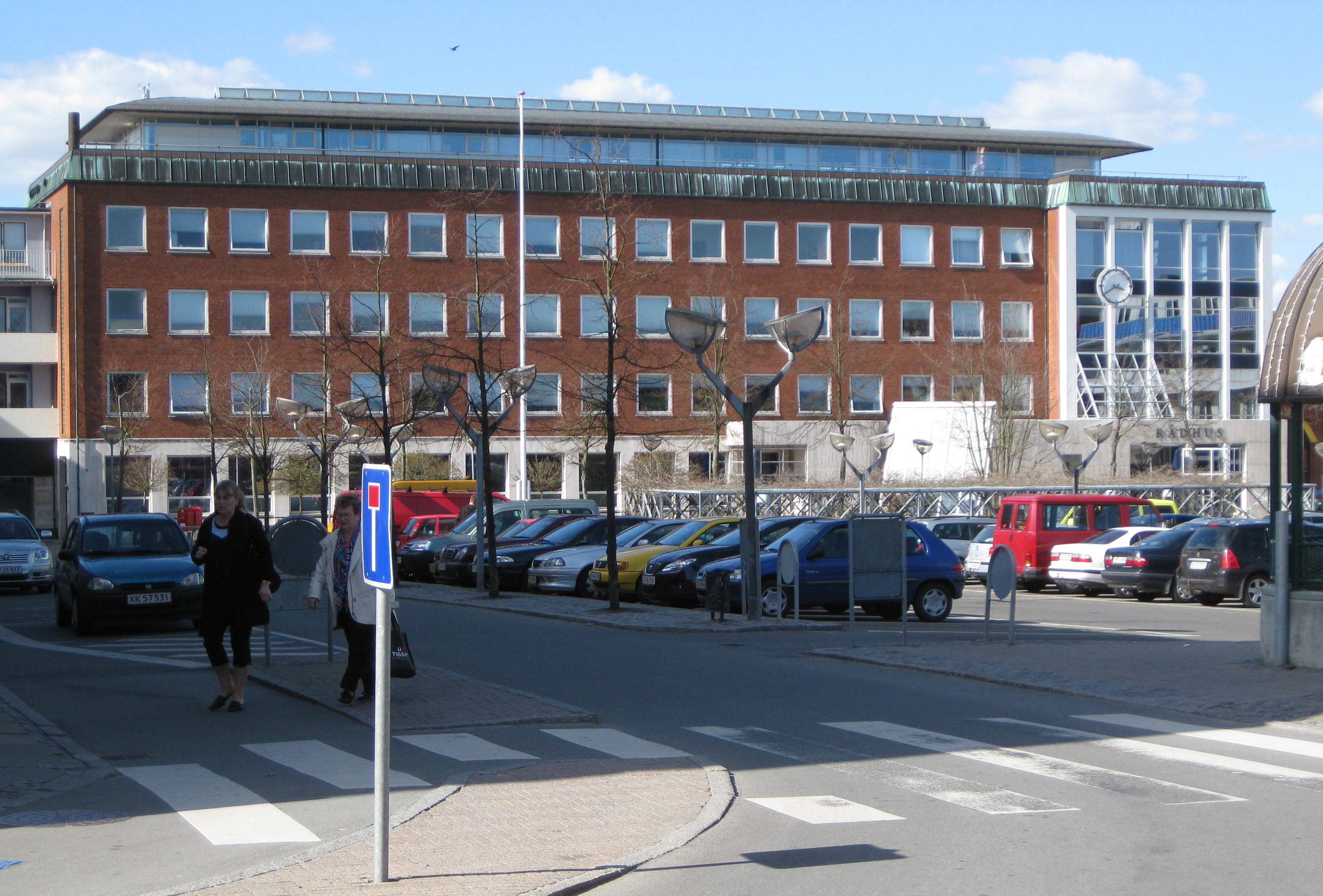
Tòa thị chính Slagelse

## Hiện nay
Slagelse có Vestsjællandscentret (Trung tâm Tây Zealand), một trung tâm thương mại lớn sầm uất, cùng với những đường phố chỉ dành cho người đi bộ. Ở khu đông nam có một doanh trại quân đội (Antvorskov Kaserne) của Gardehusarregimentet (trung đoàn kỵ binh ngự lâm quân), chứa được khoảng 2.000 binh sĩ.
Thành phố này có nhiều cơ sở giáo dục như trường sư phạm đào tạo thầy cô nuôi dạy trẻ, trường cao đẳng thương mại, trường đào tạo y tá, trường kỹ thuật, các trường trung tiểu học công lập và tư thục.
Ở trung tâm thành phố có nhà thờ thánh Michael, một trong các nhà thờ cổ nhất ở Đan Mạch, được xây dựng từ thế kỷ thứ 14.
Ở khu nam thành phố có di tích của tu viện Antvorskov, do vua Valdemar đại đế tặng cho các nam tu sĩ dòng Hiệp sĩ Cứu tế trong năm 1164. Cách thành phố khoảng 7 cây số về phía tây là một Trelleborg, một pháo đài hình tròn từ thời đại Vikinge.

## Vị trí địa lý
Slagelse nằm ở phía tây nam cách Copenhagen khoảng 100 km, cách cầu Storebælt ở phía nam khoảng 18 km. Thành phố nằm cạnh xa lộ E20 và là điểm nút đường sắt giữa thành phố Odense với Copenhagen, và giữa Slagelse tới Tølløse ở tây bắc đảo Zealand.

## Thể thao
Trong thập niên 1990 Slagelse có một đội bóng ném nữ nổi tiếng, do huấn luyện viên Anja Andersen dẫn dắt, đã nhiều lần đoạt chức vô địch Đan Mạch và đoạt chức vô địch Champions League 3 lần (các năm 2004-2005-2007). 
Slagelse cũng có một đội bóng đá nam thi đấu ở loại hạng nhất (sau siêu hạng) của Đan Mạch.

## Thành phố kết nghĩa
- Phần Lan Vichtis
- Na Uy Kragerø
- Ba Lan Policé
- Thụy Điển Motala
- Đức Dargun